# Acalolepta woodlarkiensis
Acalolepta woodlarkiensis är en skalbaggsart som beskrevs av Stefan von Breuning 1970. Acalolepta woodlarkiensis ingår i släktet Acalolepta och familjen långhorningar. Inga underarter finns listade i Catalogue of Life.